# Gúa
Gúa es una parroquia del concejo de Somiedo, en el Principado de Asturias (España).

## Datos básicos
- Alberga una población de 138 habitantes (INE 2006) en 66 viviendas.
- Ocupa una extensión de 25,77 km².
- Está situada a 3,2 km de la capital del concejo.

## Patrimonio cultural
Se celebran la festividades de El Carmen y El Rosario. Su templo parroquial está dedicado a San Cipriano y Santa María.

## Barrios
- Caunedo (Caunéu en asturiano)
- Gúa
- La Peral
- Llamardal (El Ḷḷamardal en asturiano)